# Parafia Matki Bożej Różańcowej w Lubyczy Królewskiej
Parafia Matki Bożej Różańcowej – rzymskokatolicka parafia znajdująca się w Lubyczy Królewskiej. Parafia należy do dekanatu Tomaszów-Południe i diecezji zamojsko-lubaczowskiej. 
Parafia została utworzona w 1949 r. Parafię prowadzą księża diecezjalni.
Do parafii należą wierni z następujących miejscowości: Huta Lubycka, Kniazie, Lubycza Królewska, Łazowa, Pawliszcze, Potoki, Ruda Lubycka, Ruda Żurawiecka, Rudki, Szalenik, Teniatyska i Zatyle.